# Assises de Lorraine

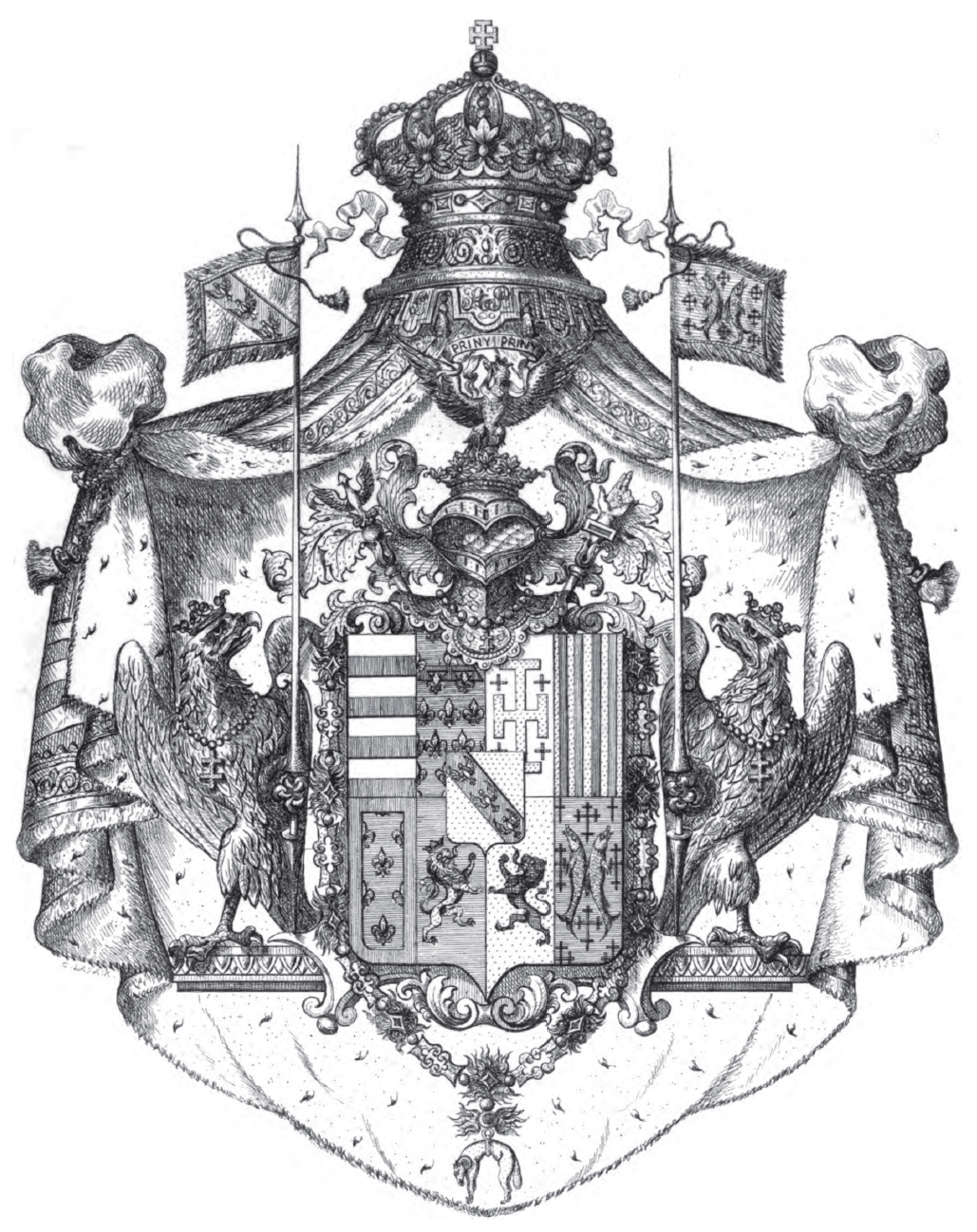
Armes du Duché de Lorraine

Les Assises de Lorraine étaient la plus haute juridiction du duché de Lorraine. Tribunal souverain, les Assises étaient composées des chefs des familles de l'ancienne chevalerie de Lorraine.

## Un tribunal souverain propre à la Lorraine
Les Assises étaient une institution propre à la Lorraine,

« une sublime institution, propre à la nation lorraine (…) le Tribunal souverain du pays, la Cour suprême qui tantôt décidait des intérêts controversés, tantôt jugeait d'affaires particulières entre le Duc et ses sujets (…), durant cinq cents ans. »

## Un tribunal composé des chefs des familles de l'ancienne chevalerie
Seuls les chefs des familles de l'ancienne chevalerie de Lorraine siégeaient aux Assises, qui constituaient l'institution la plus illustre du duché, une sorte de sénat dont les membres avaient le privilège d'être juges ou parties selon l'affaire qu'ils traitaient :

« On sait que dans ce noble corps, dont les travaux étaient gratuits, et où siégeaient seuls les chefs des familles patriotes immémoriales, dites ‘’d’ancienne chevalerie’’, chacun des membres était libre d’échanger son rôle de juge contre le glorieux privilège de se faire, s’il le voulait, l’avocat de ses amis ‘’ou des pauvres’’. Il n’y avait pas de si hauts personnages en Lorraine, fût-ce un Lenoncourt, un du Châtelet, un des Armoises, un Beauvau, un Choiseul, un Bassompierre, un Ludres, un Custine, un Ficquelmont, un Raigecourt, un d’Haussonville, à qui ne pusse s’adresser des paysans dans la misère, en le priant de remplacer pour eux l’homme de loi, et de plaider leur cause. La haute fonction de ces pères de la patrie. »

## Familles représentées
On peut ainsi nommer les familles suivantes :
- des Armoises
- Bassompierre
- Beauvau
- Briey
- du Châtelet
- Choiseul
- Custine
- Ficquelmont
- Haraucourt
- Haussonville
- Lambertye
- Lenoncourt
- Ligniville
- Raigecourt

## Sources
- P. G. Dumast, Nancy, histoire et tableau, seconde édition, Vagner, Nancy, 1847
- Mémoires de l'Académie Stanislas de 1842, Raybois, Nancy, 1862
- Revue Historique de la Lorraine, volume 8, Lepage, Nancy, 1859